# イギリスのカウンティ
イギリスのカウンティ（Counties of United Kingdom）は国の地方区分の一つで、その歴史的起源は中世までには確立していた地方行政単位にある。古代のカウンティが現代の地方行政を担うようになっている所もあれば、「カウンティレベル」の行政体と考えられている単一システムで置き換えられている所もある。現代（2023年時点）のカウンティは、日本語では、通常は「州」あるいは「県」と訳され、アメリカ合衆国のカウンティが一般に「郡」と訳されるのと異なる。

## イングランド

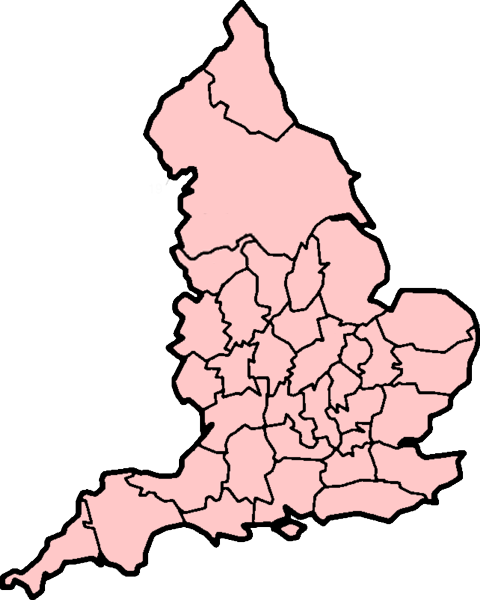
ドゥームズデイ・ブックのカウンティ (1086年)

イングランドでは、カウンティはイングランドの歴史的カウンティに基づいた地方区分として現用されている。過去二世紀間の議会での立法によりカウンティ境界は変更され、さらに、1889年には行政カウンテイ (administrative county) およびカウンティ・バラ (county borough) が作られた。この変更以前から存在するカウンティやその境界は古代カウンティ (ancient counties)、歴史的カウンティ (historic counties) 伝統的カウンティ (traditional counties) などとさまざまに呼ばれている。 
現在の構造につながる変更は、1963年ロンドン政府法に基づきグレーター・ロンドンが創設された1965年に始まった。1974年には行政カウンティとカウンティ・バラが廃止され、都市カウンティ (en) と非都市カウンティ（en、シャイアカウンティともいう）で置き換えられ、境界が大きく変更された。1990年代には単一自治体がカウンティとディストリクトの機能を兼ねたものとして創設された。
スコットランドやウェールズと異なり、イングランドのカウンティレベルでの行政機構は混合形態になっている。
地方長官任命に対応したイングランドの地域は典礼カウンティといわれる。

## スコットランド

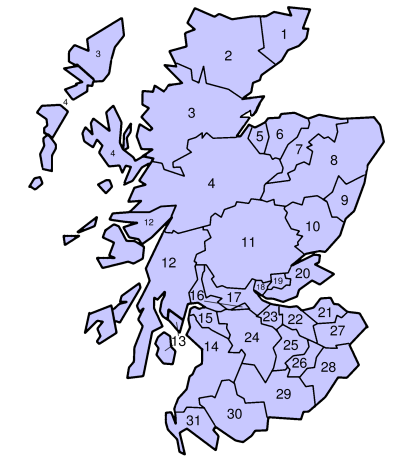
スコットランドのカウンティ (1975年)

スコットランドでは、1889年のスコットランド地方行政法 (en) で創設された地方行政 (en) カウンティは、1973年のスコットランド地方行政法 (en) により1975年に廃止され、リージョン、ディストリクト (en)、島嶼カウンシル地域 (en) に置き換わった。リージョンとディストリクトは1994年のスコットランド地方行政法 (en) により廃止され、単一スコットランドカウンシル地域 (en) で置き換えられた（島嶼地域は単一カウンシル地域として創設されており、境界に変更はなかった）。
1889年法はカウンティカウンシル (en) を創設し、各シヴィルカウンティ (civil county) を (一つの例外を除いて) 連続した地域化を (飛び地なく) 行い、シヴィルパリッシュ (en) がカウンティ境界をまたいだり、他のカウンティに飛び地がある場合には境界を調整した。ロス (en) とクロマティ (en) の2カウンティはロス・アンド・クロマティ (en) に統合された。
1975年に作られたリージョンの一つと様々なディストリクトはかつてのカウンティと似たような区画であり、1996年に作られた様々なカウンシル地域も同様であった。三つのうち二つの島嶼地域――オークニーとシェトランド――の境界は、かつてのカウンティと同じである。
スコットランドでは、登録カウンティ (en)が現在でも使われている。地方長官 (en) 任命に対応したスコットランドの地域は長官任命地域 (en) と呼ばれる。

## ウェールズ

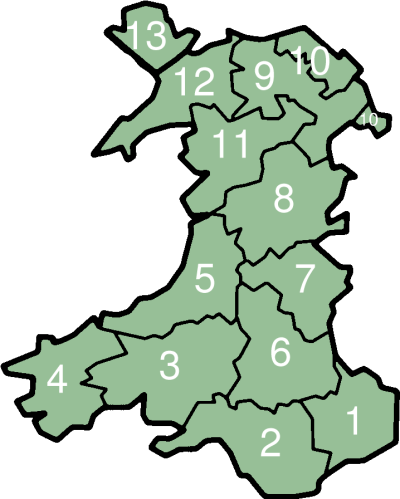
ウェールズの歴史的カウンティ

ウェールズの歴史的カウンティ (en) は1535年に法定とされた（ペンブルックシャー (en) などのカウンティに至ってはなお1138年まで遡る）。ウェールズの行政カウンティ (en) はこれに基づき1889年に創設された。1974年には全く異なる行政体を用いる行政体系が作られたが、1996 年には廃止され、以降ウェールズ全土は単一自治体 (en) に分割されている。
地方長官 (en) 任命に対応したウェールズの地域は1974年に定められたカウンティに基づいており、ウェールズの保存カウンティ (en) と呼ばれる。

## 北アイルランド
北アイルランドの6つの歴史的カウンティ（県）はもはや行政目的では使われていない。ベルファストとデリー/ロンドンデリーの2つのバラとともに、これらカウンティは政府内の管理目的や、ビジネス、スポーツクラブなどで利用されている。
北アイルランドのカウンティは全て歴史的地域であるアルスター地方に含まれている。カウンティの名称変更はコールライン県からロンドンデリー県への1件のみである。